# Marlène Joden
Marlène Claudine Joden is een Surinaams politicus. Ze kandideerde voor de verkiezingen van  2015 en 2020 en werd in 2020 geïnstalleerd als districtscommissaris van Para.

## Biografie
Begin jaren 2010 voerde Marlène Joden met een gezelschap een theaterstuk op voor scholieren in  theater Thalia in Paramaribo, getiteld Bloedschande. Ze is afkomstig uit het district Para en  lid van de Algemene Bevrijdings- en Ontwikkelingspartij (ABOP). Samen met Miquella Huur was ze rond 2019 voor haar partij actief voor allerlei praktische trainingen, zoals in haar knippen, vlechten, gezicht behandelen en stikken.
Ze was voor haar partij kandidaat op de lijst van de Alternatieve Combinatie tijdens de verkiezingen van  2015, waar ze met 682 stemmen meer kiezers achter zich kreeg dan haar partijgenoten. De steun was echter te weinig voor een zetel in De Nationale Assemblée (DNA).
Ze was in Para opnieuw kandidaat, op plaats 3, tijdens de verkiezingen van  2020. Ze had onvoldoende zetels voor een zetel in DNA, maar kwam enkele maanden later wel in beeld voor een post als districtscommissaris (dc). Op 25 augustus 2020 nam ze het roer als dc over van Armand Jurel.